# Welcome (serie de televisión)
Welcome (en hangul,  어서와, también conocida como Meow, The Secret Boy), es una serie de televisión surcoreana transmitida del 25 de marzo del 2020 hasta el 30 de abril del 2020, a través de KBS2.
La serie está basada en el webtoon del mismo nombre Welcome de Goo A-ra.

## Argumento
Hong Jo es un gato que ha dominado el arte de transformarse en forma humana, y quiere convertirse en un humano para su nueva dueña Kim Sol-ah, y con el objetivo de quedarse a su lado, comienza a vivir una doble vida.
Por otro lado Sol-ah, es una joven de unos 20 años que adora estar rodeada de gente y trata de proteger a los que ama. Por lo que, atrae a muchas personas con personalidades felinas. Su padre es como un gato persa, y Lee Jae-sun, el joven que le llama la atención es como un gato siamés, mientras que Go Doo-shik, es un joven muy similar a ella que irradia un atractivo encanto similar al de un perro grande y simpático.
Al final, sin tener idea Sol-ah trae a Hong Jo a casa pensando que es un gato, pero termina en una situación completamente diferente.

## Personajes

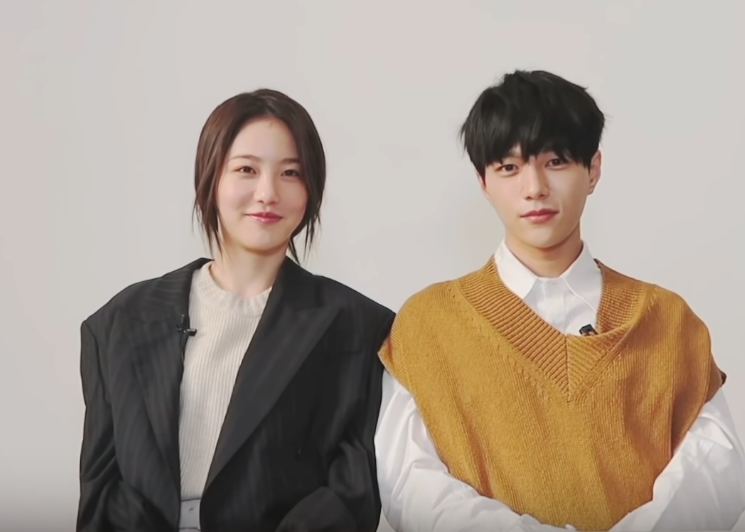
Los actores L y Shin Ye-eun en el 2020.

## Personajes[12]

### Personajes principales
| Actor       | Personaje   | N.º de episodios | Notas |
| ----------- | ----------- | ---------------- | --- |
| L           | Hong Jo     | 24               | [ 13 ] [ 14 ] [ 15 ] [ 16 ] |
| Shin Ye-eun | Kim Sol-ah  | 24               | [ 17 ] [ 18 ] [ 19 ] [ 20 ] |
| Seo Ji-hoon | Lee Jae-sun | 24               | [ 21 ] [ 22 ] [ 23 ] |
| Kang Hoon   | Go Doo-shik | 24               | [ 24 ] |
| Yoon Ye-joo | Eun Ji-eun  | -                | Es una delicada y sensible diseñadora a la que le resulta difícil salir con la gente porque se asusta fácilmente pero que se siente feliz cuando pinta. No se lleva bien con nadie en el lugar de trabajo, incluida Kim Sol-ah. |

### Personajes secundarios
| Actor                  | Personaje      | N.º de episodios | Notas                                |
| ---------------------- | -------------- | ---------------- | ------------------------------------ |
| Ahn Nae-sang           | Kim Soo-pyeong | -                |                                      |
| Jo Ryun                | Bang Sil       | -                |                                      |
| Kim Yeo-jin            | Sung Hyun-ja   | -                |                                      |
| Jeon Bae-soo           | Go Min-joong   | -                | [ 26 ]                               |
| Jeon Ye-seo            | Park Sin-ja    | -                |                                      |
| Yang Dae-hyuk          | Cha Sang-kwon  | -                | Es un diseñador de "Nalsaem Design". |
| Kim Ye-seul            | Lee Hye-yeon   | -                |                                      |
| Lee Yu-jin             | Choi Da-som    | -                |                                      |
| Choi Bae-young         | Lee Roo-bi     | -                |                                      |
| Yeon Je-hyung (연제형) | Bang Gook-bong | -                | Es el hermanastro de Kim Sol-ah.     |
| Choi Min-geum          | "Abuela"       | -                |                                      |
| Song Min-jae           | Das-sung       | -                |                                      |

## Episodios
La serie está conformada por 24 episodios, los cuales fueron emitidos los miércoles y jueves a las 22:00 (KST).

### Raitings
Los números en color rojo indican las calificaciones más bajas, mientras que los números en azul indican las calificaciones más altas.
| Episodio | Fecha de emisión    | Participación promedio de audiencia | Participación promedio de audiencia |
| Episodio | Fecha de emisión    | AGB Nielsen                         | AGB Nielsen                         |
| Episodio | Fecha de emisión    | A escala nacional                   | Seúl                                |
| -------- | ------------------- | ----------------------------------- | ----------------------------------- |
| 1        | 25 de marzo de 2020 | 3.6%                                | 3.4%                                |
| 2        | 25 de marzo de 2020 | 2.8                                 | 3.1%                                |
| 3        | 26 de marzo de 2020 | 1.6%                                | 2.1%                                |
| 4        | 26 de marzo de 2020 | 1.8%                                | 1.9%                                |
| 5        | 1 de abril de 2020  | 2.7%                                | N/A                                 |
| 6        | 1 de abril de 2020  | 2.1%                                | N/A                                 |
| 7        | 2 de abril de 2020  | 1.5%                                | N/A                                 |
| 8        | 2 de abril de 2020  | 1.7%                                | N/A                                 |
| 9        | 8 de abril de 2020  | 2.0%                                | N/A                                 |
| 10       | 8 de abril de 2020  | 1.9%                                | N/A                                 |
| 11       | 9 de abril de 2020  | 1.5%                                | N/A                                 |
| 12       | 9 de abril de 2020  | 1.6%                                | N/A                                 |
| 13       | 15 de abril de 2020 | 1.8%                                | N/A                                 |
| 14       | 15 de abril de 2020 | 1.8%                                | N/A                                 |
| 15       | 16 de abril de 2020 | 0.9%                                | N/A                                 |
| 16       | 16 de abril de 2020 | 1.1%                                | N/A                                 |
| 17       | 22 de abril de 2020 | 1.8%                                |                                     |
| 18       | 22 de abril de 2020 | 1.7%                                |                                     |
| 19       | 23 de abril de 2020 | 1.0%                                |                                     |
| 20       | 23 de abril de 2020 | 1.1%                                |                                     |
| 21       | 29 de abril de 2020 | 1.4%                                |                                     |
| 22       | 29 de abril de 2020 | 1.4%                                |                                     |
| 23       | 30 de abril de 2020 | 0.8%                                |                                     |
| 24       | 30 de abril de 2020 | 1.0%                                | [ 53 ]                              |
| Promedio | Promedio            | 1.7%                                | %                                   |

## Música

### Parte 1
| No. | Intérpretes                     | Canción                   | Letra                       | Canción | Duración |
| --- | ------------------------------- | ------------------------- | --------------------------- | ------- | -------- |
| 1   | Exy x Dayoung (de Cosmic Girls) | "Oh My, Oh My" (어마어마) | Han Jae-wook, In Woo y Dony | -       | 2:54     |
| 2   |                                 | "Oh My, Oh My" (Int.)     | Han Jae-wook, In Woo y Dony | -       | 2:54     |

### Parte 2
| No. | Intérpretes | Canción             | Letra                   | Canción | Duración |
| --- | ----------- | ------------------- | ----------------------- | ------- | -------- |
| 1   | Park Kyung  | "Ding Dong" (띵동)  | Park Kyung y vintermoon | -       | 3:44     |
| 2   |             | "Ding Dong" (Inst.) | Park Kyung y vintermoon | -       | 3:44     |

### Parte 3
| No. | Intérprete        | Canción            | Letra               | Canción             | Duración |
| --- | ----------------- | ------------------ | ------------------- | ------------------- | -------- |
| 1   | Umji (de GFriend) | "Welcome" (어서와) | Hickee y No Forever | No Forever y Hickee | 3:38     |
| 2   |                   | "Welcome" (Inst.)  | -                   | -                   | 3:38     |

### Parte 4
| No. | Intérprete | Canción                            | Letra          | Canción        | Duración |
| --- | ---------- | ---------------------------------- | -------------- | -------------- | -------- |
| 1   | Juniel     | "Fall In Love" (사랑에 빠졌었나봐) | Hwang Yong-joo | Hwang Yong-joo | 3:30     |
| 2   |            | "Fall In Love" (Inst.)             | -              | -              | 3:30     |

### Parte 5
| No. | Intérprete             | Canción               | Letra                                  | Canción                    | Duración |
| --- | ---------------------- | --------------------- | -------------------------------------- | -------------------------- | -------- |
| 1   | Lee Jin-sol (de April) | "I Was Wrong"         | Yang Seo-young, Dong Kyung y CLEF CREW | HR, Dong Kyung y CLEF CREW | 3:15     |
| 2   |                        | "I Was Wrong" (Inst.) | -                                      | -                          | 3:15     |

### Parte 6
| No. | Intérprete | Canción         | Letra                               | Canción                      | Duración |
| --- | ---------- | --------------- | ----------------------------------- | ---------------------------- | -------- |
| 1   | Motte      | "Slush"         | Motte, Han Kyung-soo y Choi Han-sol | Han Kyung-soo y Choi Han-sol | 3:19     |
| 2   |            | "Slush" (Inst.) | -                                   | -                            | 3:19     |

### Parte 7
| No. | Intérprete           | Canción                   | Letra                                                | Canción                                | Duración |
| --- | -------------------- | ------------------------- | ---------------------------------------------------- | -------------------------------------- | -------- |
| 1   | Kihyun (de Monsta X) | "Again Spring" (다시, 봄) | Jung Eun-jin, Kim Chang-rak, Kim Soo-bin y CLEF CREW | Kim Chang-rak, Kim Soo-bin y CLEF CREW | 3:24     |
| 2   |                      | "Again Spring" (Inst.)    | -                                                    | -                                      | 3:24     |

### Parte 8
| No. | Intérprete         | Canción                              | Letra   | Canción | Duración |
| --- | ------------------ | ------------------------------------ | ------- | ------- | -------- |
| 1   | Jinsoul (de Loona) | "As Time Goes" (시간은 한 바퀴 돌아) | Jay Lee | Jay Lee | 3:07     |
| 2   |                    | "As Time Goes" (Inst.)               | -       | -       | 3:07     |

### Parte 9
| No. | Intérprete      | Canción                    | Letra                              | Canción                            | Duración |
| --- | --------------- | -------------------------- | ---------------------------------- | ---------------------------------- | -------- |
| 1   | Drew Ryan Scott | "Better To Be You"         | Drew Ryan Scott, Dave Hawks y Ping | Drew Ryan Scott, Dave Hawks y Ping | 3:49     |
| 2   |                 | "Better To Be You" (Inst.) | -                                  | -                                  | 3:49     |

### Parte 10
| No. | Intérprete | Canción                    | Letra                        | Canción       | Duración |
| --- | ---------- | -------------------------- | ---------------------------- | ------------- | -------- |
| 1   | Floody     | "Last Goodbye" (이젠 안녕) | BachelorNextDoor y Jo Yoo-ma | Linnea Gawell | 3:44     |
| 2   |            | "Last Goodbye" (Inst.)     | -                            | -             | 3:44     |

### Parte 11
| No. | Intérprete      | Canción                         | Letra                      | Canción                                | Duración |
| --- | --------------- | ------------------------------- | -------------------------- | -------------------------------------- | -------- |
| 1   | Chan (de A.C.E) | "Show Your Heart" (너를 보여줘) | Jeon Geun-hwa (de Weekly1) | Jeon Geun-hwa, Jo Se-hee y Lee Ju-heon | 3:28     |
| 2   |                 | "Show Your Heart" (Inst.)       | -                          | -                                      | 3:28     |

### Parte 12
| No. | Intérprete  | Canción                  | Letra          | Canción        | Duración |
| --- | ----------- | ------------------------ | -------------- | -------------- | -------- |
| 1   | Shin Ye-eun | "Shooting Star" (별똥별) | Hwang Yong-joo | Hwang Yong-joo | 2:58     |
| 2   |             | "Shooting Star" (Inst.)  | -              | -              | 2:58     |

### Parte 13
| No. | Intérprete | Canción                  | Letra  | Canción | Duración |
| --- | ---------- | ------------------------ | ------ | ------- | -------- |
| 1   | Choi Nakta | "Blooming" (꽃이 피었네) | Nap!er | Nap!er  | 3:09     |
| 2   |            | "Blooming" (Inst.)       | -      | -       | 3:09     |

## Premios y nominaciones
| Año  | Categoría               | Premio                 | Trabajo     | Resultado |
| ---- | ----------------------- | ---------------------- | ----------- | --------- |
| 2020 | Mejor actriz revelación | 34th Premios KBS Drama | Shin Ye-eun | Ganó      |
| 2020 | Mejor actor revelación  | 34th Premios KBS Drama | Seo Ji-hoon | Ganó      |

## Producción
La serie está basada en el webtoon de Naver Welcome de Goo A-ra publicado entre el 2009-2010.
También es conocida como Meow, The Secret Boy, Hi, Welcome, Come Here, en un inicio fue conocida como The Man Who Bakes Bread (Hangul: 식빵 굽는 남자; RR: Sikppang gumneun namja).
Fue dirigida por Ji Byung-hyun, quien contó con el apoyo el guionista Joo Hwa-mi.
La primera lectura del guion fue realizada en octubre del 2019 en KBS Annex Broadcasting Station, en Yeouido, Corea del Sur.
El gato que interpreta a Hong Jo se llama "Baegi".
La serie también contó con el apoyo de la compañía de producción "Gill Pictures".